# Septembrie 1992
Acest articol este generat integral pe baza informațiilor din articolul 1992 și este actualizat periodic de un robot.
 Editările făcute în articol vor fi șterse la următoarea actualizare! Dacă doriți să faceți modificări, editați articolul-sursă.

ianuarie -
februarie -
martie -
aprilie -
mai -
iunie -
iulie -
august -
septembrie -
octombrie -
noiembrie -
decembrie
Septembrie 1992 a fost a noua lună a anului și a început într-o zi de marți.

## Evenimente
- 14 septembrie: La Iași este înființat Consiliul pentru Refacerea PNL, după ce președintele partidului, Radu Câmpeanu, apropiase PNL de foștii comuniști.
- 27 septembrie: Alegeri parlamentare și prezidențiale în România, primul scrutin. Ion Iliescu conduce cu un scor de 47,34%, față de contracandidatul său Emil Constantinescu 31,24%.

## Nașteri
- 1 septembrie: Emiliano Martínez, fotbalist argentinian
- 3 septembrie: Dani Mocanu, cântăreț de manele român
- 4 septembrie: Layvin Marc Kurzawa, fotbalist francez
- 4 septembrie: Eduard-Michael Grosu, ciclist român
- 5 septembrie: Robert Theodor Văduva, fotbalist român (atacant)
- 6 septembrie: Fábio Farroco Braga, fotbalist portughez
- 7 septembrie: Marius Vasile Cozmiuc, canotor român
- 7 septembrie: Alexei Luțenko, ciclist kazah
- 8 septembrie: Bernard (Bernard Anício Caldeira Duarte), fotbalist brazilian
- 8 septembrie: Bernard, fotbalist brazilian
- 9 septembrie: Gabriel Huian, actor român
- 9 septembrie: Andrei Ciolacu, fotbalist român
- 12 septembrie: Mahmood (Alessandro Mahmoud), cântăreț italian
- 12 septembrie: Mahmood, cântăreț italian
- 16 septembrie: Nick Jonas (Nicholas Jerry Jonas), actor de film și cântăreț american
- 18 septembrie: Nicușor Silviu Bancu, fotbalist român
- 20 septembrie: Peter Prevc, săritor cu schiurile sloven
- 24 septembrie: Jack Sock, jucător de tenis american
- 27 septembrie: Granit Xhaka, fotbalist elvețian
- 28 septembrie: Skye McCole Bartusiak, actriță americană de film și TV (d. 2014)

## Decese
Ion Luican, 84 ani, muzician român (n. 1907)
Margareta Sterian, 95 ani, pictoriță română (n. 1897)
Leib Kuperstein, 88 ani, publicist, scriitor, pedagog și traducător israelian în limbile ebraică și idiș (n. 1904)
Prințesa Margaret a Danemarcei (n. Margrethe Françoise Louise Marie Helene), 97 ani, mama Principesei Ana de Bourbon-Parma soția Regelui Mihai I al României (n. 1895)
Cella Serghi, 85 ani, scriitoare, publicistă și traducătoare română (n. 1907)
Ion Băieșu (n. Ion Mihalache), 59 ani, dramaturg român (n. 1933)
Ivar Ivask (Ivar Vidrik Ivask), 64 ani, poet estonian (n. 1927)
Nicolae Secăreanu, 91 ani, solist român de operă (bas) și actor român (n. 1901)